# La gramática de la ciencia
La gramática de la ciencia (en inglés: The Grammar of Science) es un libro científico y filosófico escrito por Karl Pearson que fue publicado por primera vez por Walter Scott en 1892. El libro fue recomendado por Einstein a sus amigos de la Academia Olimpia. Varios temas que trata el libro fueron recogidos por Einstein y otros científicos en sus propias teorías. Algunos temas son
- la equivalencia entre materia y energía;
- la concepción de la física como geometría;
- la inexistencia del éter;
- la importancia de la imaginación creativa por encima de la mera recolección de datos y hechos;
- la antimateria;
- pliegues del espacio;
- la cuarta dimensión;
- la posición y movimiento molecular relativo.

En 1900 se publicó la segunda edición por Adan & Charles Black. La tercera edición revisada fue publicada en 1911 por los mismos editores recién mencionados.

## Capítulo 1
Introducción. El alcance y método de la ciencia
1. El alcance de la ciencia es el encontrar certeza en cada posible rama del conocimiento. No hay tema de investigación que esté fuera del campo legítimo de la ciencia. Hacer distinción entre conocimiento científico y filosófico es ofuscación. 
2. El método científico tiene las siguientes características distintivas: 
- medición cuidadosa y precisa de los datos y “observación de su correlación y secuencia”;
- descubrimiento de leyes científicas con la ayuda de la imaginación creativa;
- autocrítica;
- decisiones finales teniendo igual validez para todas las mentes normalmente constituidas.

3. Las ventajas de la ciencia 
- El eficiente entrenamiento mental que provee para el ciudadano;
- la luz que aporta ilumina muchos problemas sociales importantes;
- la gran comodidad que le presta a la vida práctica;
- la gratificación permanente que le produce al juicio estético.

- Datos: Q7737460